# Emil Horn (Politiker, 1927)
Emil Horn (* 30. Juni 1927 in Klein-Auheim; † 14. März 1982) war ein hessischer Politiker (SPD) und ehemaliger Abgeordneter des Hessischen Landtags.

## Ausbildung und Beruf
Emil Horn legte 1944 das Notabitur ab und leistete in den letzten Kriegsmonaten Kriegsdienst. 1947 legte er das reguläre Abitur ab und begann ein Studium der Geographie, Soziologie, Politik und Englisch auf Lehramt. 1953 wurde er promoviert. Sein Studium schloss er mit den beiden Staatsexamen für den Mittelschuldienst sowie den beide Staatsexamen für den höheren Schuldienst ab und arbeitete im höheren Schuldienst.

## Politik
Emil Horn war Mitglied der SPD und für diese vom 1. Dezember 1966 bis zum 30. November 1974 Mitglied des Hessischen Landtags. 1969 war er Mitglied der 5., 1974 der 6. Bundesversammlung. 